# Финале Купа Мађарске у фудбалу 1955.
Финале Мађарског купа 1955. је одлучило о победнику мађарског купа 1954/55. било је 23. финале серије. Финална утакмица је одиграна између екипа будимпештанског Вашаша и  будимпештанског Хонведа. Утакмица је одржана у Будимпешти, на Непстадиону, 20. августа пред 40.000 гледалаца. Ово је био први финални наступ Вашаша и други за Хонвед.

## Пут до финала
Бп. Вашаш и Бп. Хонвед су стигли до финала серије. Оба тима су ушла у такмичење у првом колу националне главне табеле (најбољих 64).
Резултати су наведени из перспективе navedenog тима.
| Бп. Вашаш                       | Бп. Вашаш | Бп. Вашаш | Бп. Вашаш | Коло          | Бп. Хонвед                      | Бп. Хонвед | Бп. Хонвед | Бп. Хонвед |
| ------------------------------- | --------- | --------- | --------- | ------------- | ------------------------------- | ---------- | ---------- | ---------- |
| Халадађ Веспрем (жупанија I)    | 7–2 (г)   | 7–2 (г)   | 7–2 (г)   | 1. коло       | Бањас Нађбатоњ (жупанија I)     | 11–2 (д)   | 11–2 (д)   | 11–2 (д)   |
| Локомотив Домбовар (жупанија I) | 20–0 (д)  | 20–0 (д)  | 20–0 (д)  | 2. коло       | Локомотив Мишколц (НБ II запад) | 5–2 (г)    | 5–2 (г)    | 5–2 (г)    |
| Дожа Печуј (НБ I)               | 2–0 (д)   | 2–0 (д)   | 2–0 (д)   | Осмина финала | Вашаш Диошђер (НБ I)            | 3–1 (д)    | 3–1 (д)    | 3–1 (д)    |
| Тереквеш Сомбатхељ (НБ I)       | 7–1 (д)   | 7–1 (д)   | 7–1 (д)   | Четвртфинале  | Бањас Шалготарјан (НБ I)        | 9–2 (д)    | 9–2 (д)    | 9–2 (д)    |
| Бп. Вереш лобого (НБ I)         | 5–2 (г)   | 5–2 (г)   | 5–2 (г)   | Полуфинале    | Легиере (НБ I)                  | 3–2 (г)    | 3–2 (г)    | 3–2 (г)    |

Легенда: п.п.' = после продужетака; нт = на неутралном терену; д = домаћин; ѓ = гост;

## Историја
Финале је првобитно требало да се одржи на стадиону фудбалскок клуба Елере у Спорт утца у Будимпешти. Тек дан пре утакмице откривено је да ће Непстадион бити домаћин утакмице. Истог дана је објављено да су наступи Цибора и Котаса за Хонвед под знаком питања, док су Божик и Лорант били искључени.

## Утакмица
| ФК Вашаш                                           | 3 : 2    | ФК Хонвед Будимпешта               |
| -------------------------------------------------- | -------- | ---------------------------------- |
| Ђула Телеки 8’ · Јожеф Радуљ 29’ · Деже Бунџак 74’ | Извештај | Шандор Кочиш 23’ · Ласло Будаи 77’ |

| Бп. Вашаш:   |  |                |
|              |  |                |
| Г            |  | Михаљ Камараш  |
| О            |  | Ласло Шароши   |
| О            |  | Карпљ Конта    |
| О            |  | Шандор Боджар  |
| СТ           |  | Деже Бунџак    |
| СТ           |  | Пал Беренди    |
| Н            |  | Јожеф Радуљ    |
| Н            |  | Лајош Чордаш   |
| Н            |  | Ђула Силађи    |
| Н            |  | Ђула Телеки    |
| Н            |  | Рудолф Иловски |
| Менаџер:     |  |                |
| Лајош Бароти |  |                |

| Бп. Хонвед: |  |                |
|             |  |                |
| Г           |  | Фараго Лајош   |
| О           |  | Ласло Ракоци   |
| О           |  | Тибор Паличко  |
| О           |  | Антал Котас    |
| СТ          |  | Иштван Теречик |
| СТ          |  | Нандор Бањаи   |
| Н           |  | Ласло Будаи    |
| Н           |  | Шандор Кочиш   |
| Н           |  | Ференц Махош   |
| Н           |  | Ференц Пушкаш  |
| Н           |  | Золтан Цибор   |
| Менаџер:    |  |                |
| Јене Калмар |  |                |

Играчи Бп. Вашаша који су играли у серији: Ференц Ковалик, Михаљ Камараш, Пал Беренди, Шандор Боџар, Деже Бунџак, Лајош Чордаш, Јене Фаркаш, Рудолф Иловски, Ђерђ Карачоњи, Карош Матуш, Карољ Матуш, Карољ Милошевић, Јозжеф Радули, Ласло Шароши, Ђула Силађи, Јанош Силађи и Ђула Телеки.